# Сан-Габриел-ду-Уэсти
Сан-Габриел-ду-Уэсти (порт. São Gabriel do Oeste) — муниципалитет в Бразилии, входит в штат Мату-Гросу-ду-Сул. Составная часть мезорегиона Северо-центральная часть штата Мату-Гроссу-ду-Сул. Входит в экономико-статистический микрорегион Алту-Такари. Население составляет 21 052 человека на 2007 год. Занимает площадь 3 850,674 км². Плотность населения — 5,44 чел./км².

## История
Город основан 12 мая 1980 года.

## Статистика
- Валовой внутренний продукт на 2004 год составляет 390 116 000,00 реалов (данные: Бразильский институт географии и статистики).
- Валовой внутренний продукт на душу населения на 2004 год составляет 20 237,00 реалов (данные: Бразильский институт географии и статистики).
- Индекс развития человеческого потенциала на 2000 год составляет 0,808 (данные: Программа развития ООН).

## География
Климат местности: тропический.